# Stanisław Uchański
Stanisław Uchański herbu Radwan (ur. ok. 1550 roku – zm. przed czerwcem 1593 roku) – marszałek sejmu konwokacyjnego 1587 roku, surogator starosty wyszogrodzkiego.
Studiował na uniwersytetach w Augsburgu i  Dillingen an der Donau w 1565 roku. 
Poseł województwa płockiego na sejm 1572 roku. W 1575 roku podpisał elekcję Maksymiliana II Habsburga. Poseł ziemi łomżyńskiej na sejm koronacyjny 1576 roku, poseł województwa rawskiego na sejm 1582 i 1585 roku. Poseł województwa płockiego na sejm konwokacyjny 1587 roku, podpisał akt konfederacji generalnej. Deputat do odbierania kwarty w Rawie. Poseł ziemi warszawskiej na sejm pacyfikacyjny 1589 roku. Podpisał traktat bytomsko-będziński.